# Berkay Candan

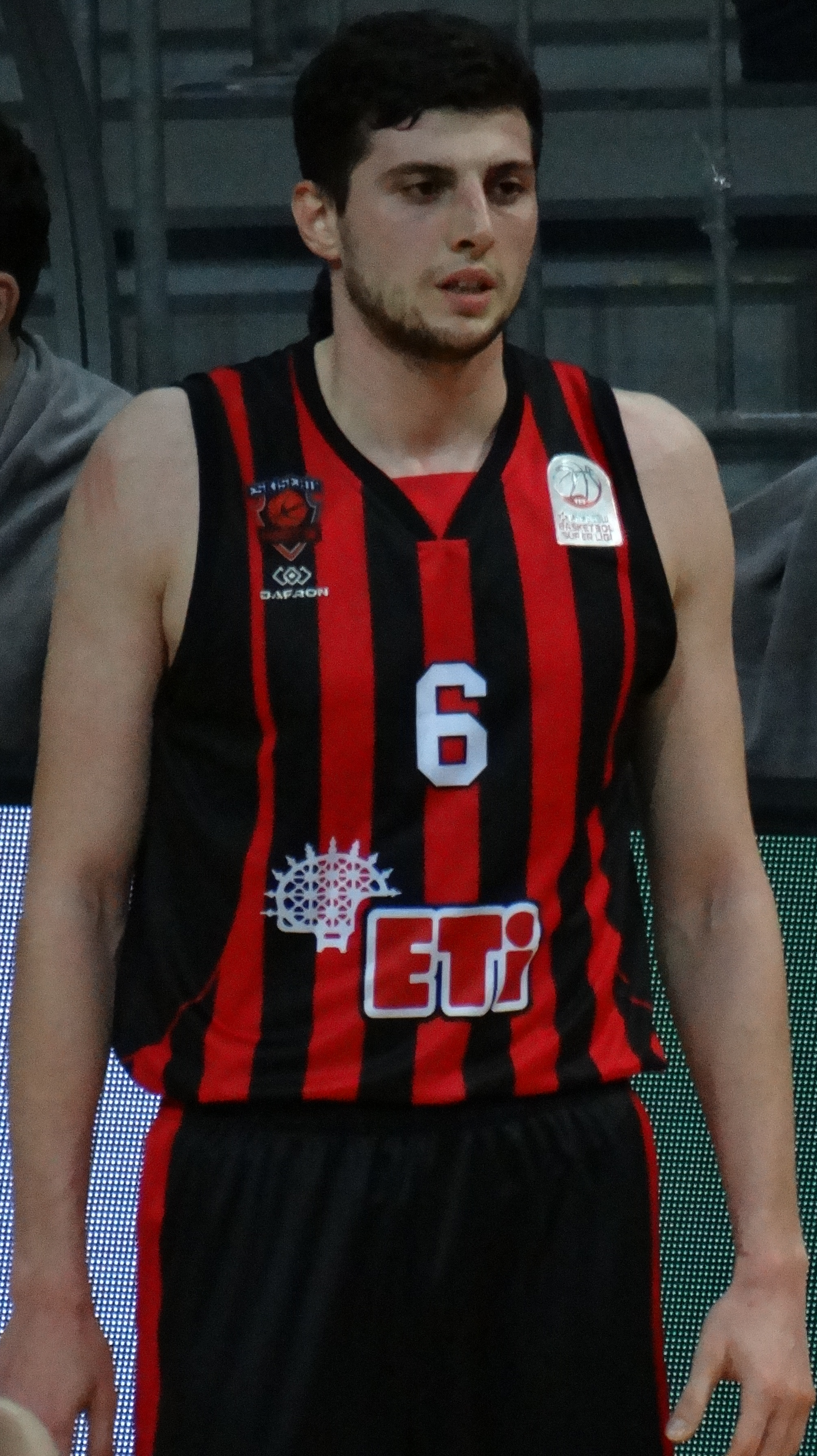
Berkay in 2018

Berkay Candan (nacido el 22 de mayo de 1993 en Fatih, Estambul, Turquía) es un jugador profesional turco de baloncesto. Pertenece a la plantilla del Bursaspor Basketbol de la Basketbol Süper Ligi, la primera división del baloncesto en Turquía. Mide 6 pies y 9 pulgadas (2.06 m) de altura y actualmente pesa 223 libras (101 kg).

## Premios y logros

### Equipo nacional de Turquía
- Campeonato FIBA Europa Sub-18 de 2011: [2]